# گوسو، سنت گالن
شهر گوسو در سنت گالن (ولکره) در  کانتون سنت گالن در کشور سوئیس  واقع شده‌است که  ۱۷٬۰۰۰ نفر‍ جمعیت دارد.